# Somriure

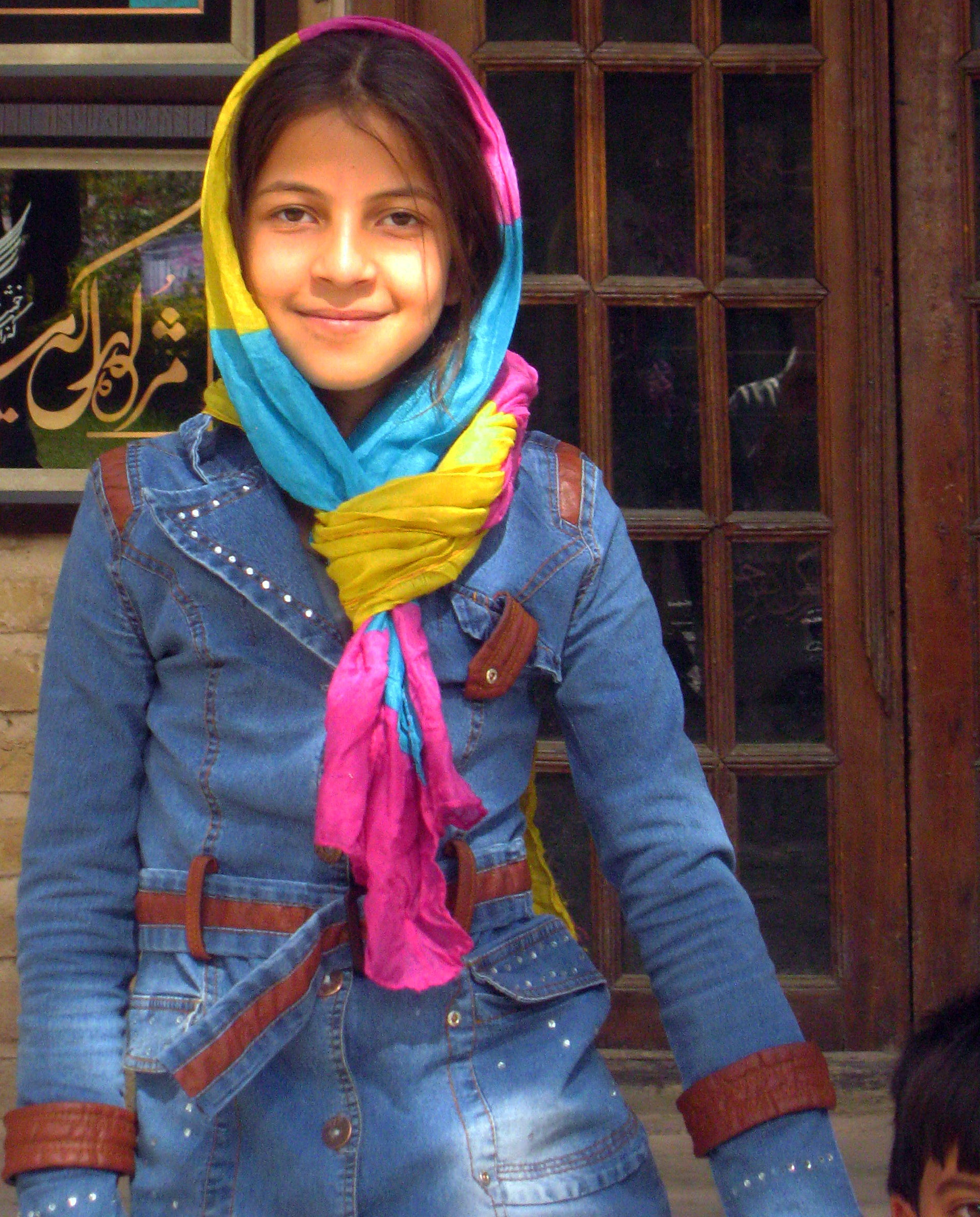
Una noia somrient

El somriure és l'expressió facial associada a sentiments com l'alegria, la satisfacció o la felicitat. Es caracteritza per aixecar les comissures dels llavis, de manera que formin una corba en forma d'U. Segons els investigadors, quan el somriure és espontani es mouen també els músculs dels costats dels ulls, mentre que si és fruit de la cortesia o el fingiment només es mou la boca.
Un somriure ampli pot mostrar les dents, un gest que en la majoria d'animals és signe d'amenaça però no entre els humans. Si va acompanyat de so, es parla de riure, sovint considerat un grau més de plaer.
El somriure és innat, ja que s'ha apreciat en nadons molt petits però la freqüència de somriures depèn de la personalitat, dels codis culturals per expressar emocions i de les experiències viscudes.